# Мороєнь (комуна)
Мороєнь, Мороєні (рум. Moroeni) — комуна у повіті Димбовіца в Румунії. До складу комуни входять такі села (дані про населення за 2002 рік):
- Глод (1508 осіб)
- Добрешть (149 осіб)
- Лунка (1235 осіб)
- Мороєнь (1551 особа)
- Мушчел (101 особа)
- Пукень (576 осіб)

Комуна розташована на відстані 100 км на північний захід від Бухареста, 32 км на північ від Тирговіште, 50 км на південь від Брашова.

## Населення
За даними перепису населення 2002 року у комуні проживали 5120 осіб.
Національний склад населення комуни:
| Національність   | Кількість осіб | Відсоток |
| ---------------- | -------------- | -------- |
| румуни           | 5116           | 99,9%    |
| угорці           | 2              | < 0,1%   |
| українці         | 1              | < 0,1%   |
| росіяни-липовани | 1              | < 0,1%   |

Рідною мовою назвали:
| Мова      | Кількість осіб | Відсоток |
| --------- | -------------- | -------- |
| румунська | 5118           | > 99,9%  |
| угорська  | 2              | < 0,1%   |

Склад населення комуни за віросповіданням:
| Релігія        | Кількість осіб | Відсоток |
| -------------- | -------------- | -------- |
| православні    | 5084           | 99,3%    |
| адвентисти     | 29             | 0,6%     |
| бретрени       | 3              | 0,1%     |
| греко-католики | 2              | < 0,1%   |
| римо-католики  | 1              | < 0,1%   |
| реформати      | 1              | < 0,1%   |